# Глушина (оповідання)
«Глушина» (англ. Hinterlands) — науково-фантастичне оповідання, написане Вільямом Ґібсоном. Його вперше було опубліковано в Omni у жовтні 1981 року та було перевидано в його збірці короткометражної прози «Спалити Хром» 1986 року.

## Головні герої
- Тобі Галперт — оповідач, член екіпажу космічної станції поблизу Марса.
- Хіро — товариш Тобі, дає йому розпорядження через слуховий імплант у його вусі.
- Карміан — подруга Тобі, наглядає за вченими, які збожеволіли після експедиції до Шосе.

## Сюжет
Історія починається з радянського космонавта Ольги Товиєвської, яка зникає з радарів під час подорожі на Марс невдовзі після наукового експерименту. Вона повертається в через два роки, і після виявлення її космічний корабель відбуксирують назад на орбіту Землі для дослідження. Товиєвська перебуває в кататонічному стані, а космічний корабель було саботовано, намагаючись унеможливити його пошук і приховати будь-які подробиці зниклих двох років. У її руці знаходять мушлю із ґрунтом не земної біосфери.
Росіяни відправляють ще один зонд у ті ж космічні координати, куди летіла Товиєвська. Майор Грош також зникає, точно в той самий момент, після виконання того самого експерименту, і повертається мертвим через 234 дні. Він покінчив життя самогубством, перш ніж хтось міг до нього дістатися.
Три роки потому, коли загинув сьомий космонавт, до дослідження Шосе підключились і США.
Усе змінюється, коли француз повертається мертвим із залізним перснем із закодованою інформацією, яка виявляється «Розетським каменем від раку». З цього моменту дивовижна частота подій створює культу вантажу, з лінійками майбутніх астронавтів, готових здійснити подорож, незалежно від її неминучого фатального кінця. Координати кожного разу однакові, і в різних культурах вони називаються Шосе (у США), Метро (у Франції) або Річка (у СССР).
Аби дізнатися більше, біля Шосе встановлюють космічну станцію, створену як Рай. Коли прибувають капсули з живими астронавтами, їх відправляють на небеса, щоб продовжити життя астронавтів і отримати будь-яку додаткову інформацію, перш ніж вони зрештою вб'ють себе. Саме у Тобі та Карміан таке завдання.
Одного разу, коли Галперта готують до зустрічі з жінкою-астронавтом, яка повернулася, і яка все ще жива — «м'ясна порція». По дорозі назустріч космічному кораблю у Галперта стається сильний напад агорафобії, яка називається «Страх», лавкрафтівського відчуття пригніченості значенням Шосе. Змушений електричним струмом увійти в капсулу, він знаходить нещодавно мертву астронавтку та виявляє, що вона перепрограмувала свій роботизований хірург, щоб допомогти їй покінчити життя самогубством. На стінах видряпані схеми неймовірно потужних молекулярних перемикачів.

## Цікаві факти
- Hinterlands — це німецький термін, який буквально перекладається як «за землею», і в цьому оригінальному контексті він відноситься до віддаленої або менш розвиненої території за більш центральною або розвиненою ділянкою, наприклад землі за узбережжям, гаванню або місто.
- Художник з Ванкувера Гевін Лонерган адаптував і проілюстрував «Глушина» як комікс, опублікований у 1995 році. 20-сторінковий комікс був антологізований у двох розділах, які з'явилися у Freeflight № 5 і № 6. Зовнішній вигляд коміксу схожий на Мебіуса, а Гібсон брав безпосередню участь у процесі адаптації. Алеф Вільяма Гібсона назвав комікс «цікавим відтворенням фальшивого раю короткого оповідання»[3].
- У 2016 році Last Studio Standing Inc., анімаційна студія з Ванкувера, Канада, придбала права на «Глушина» і оголосила, що вони будуть створювати як театральний короткометражний фільм, так і телесеріал. Студія, яка спеціалізується на анімації для дорослих і на основі наукової фантастики, випустила короткометражний фільм у 2018 році[4].